# Левки (Гродненская область)
Левки́ (бел. Ляўкі́, пол. Lewki) — деревня в Сморгонском районе Гродненской области Беларуси. Входит в состав Коренёвского сельсовета.

## Описание
Расположена в центральной части района. Расстояние до районного центра Сморгонь по автодороге — около 7 км, до центра сельсовета деревни Корени по прямой — чуть менее 7 км. Ближайшие населённые пункты — Василевичи, Красное, Ходаки. Площадь занимаемой территории составляет 0,0460 км², протяжённость границ 1000 м.
Согласно переписи население деревни в 1999 году насчитывало 7 человек.
До 2008 года Левки входили в состав Белковщинского сельсовета.
Название происходит от антропонима Лев (Леонтий, Леонт, уменьшительно-ласкательная форма бел. Ляўко), потомки которого основали поселение.
Через деревню проходит автомобильная дорога местного значения Н7393 Василевичи — Левки — Осиновка.